# Liste der Klöster und Stifte im Fürstentum Lüneburg

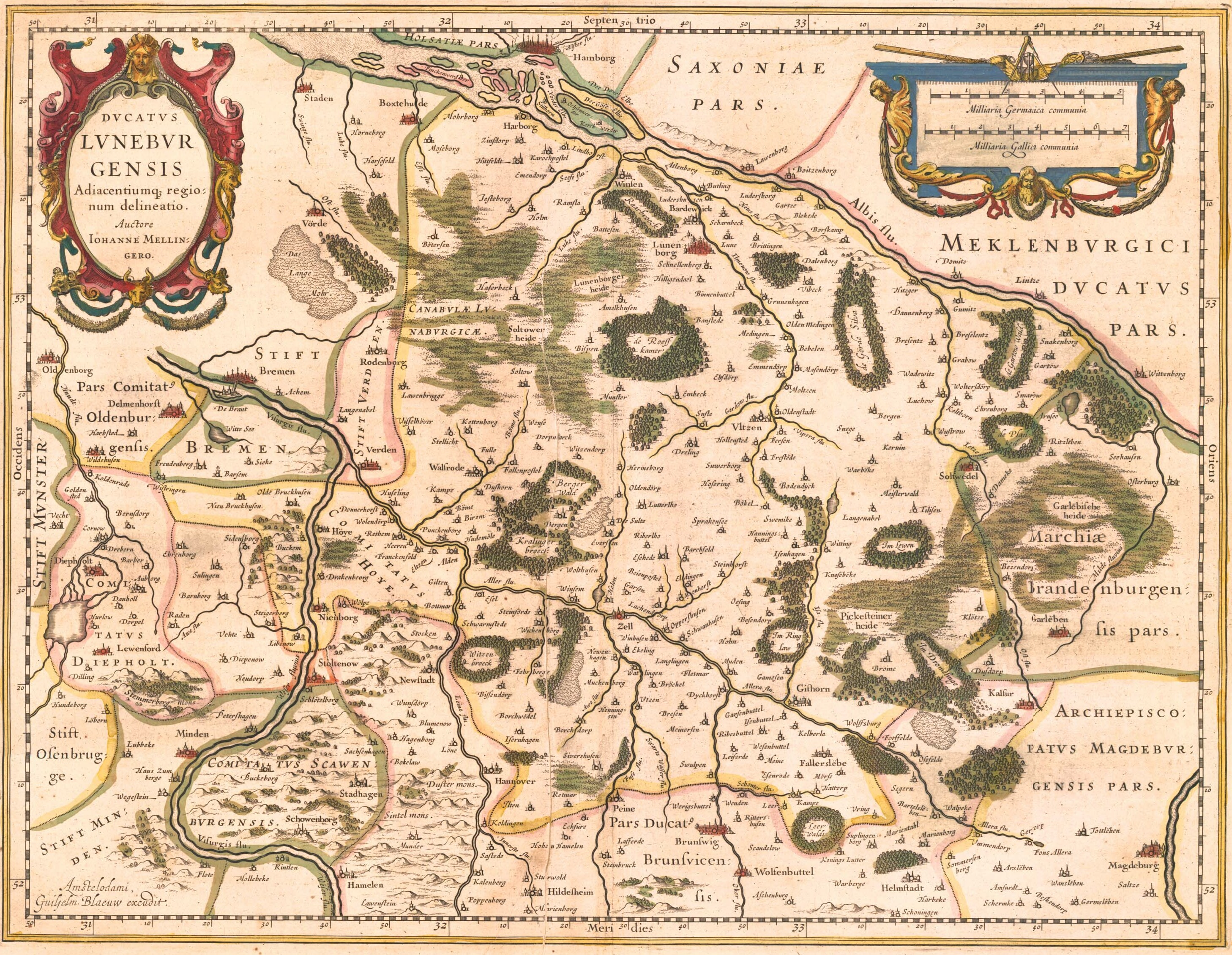
Karte des Fürstentums Lüneburg von Willem und Joan Blaeu aus dem Jahr 1645. Die Lage der Klöster und Stifte sind auf der Karte mit Kreuzsymbolen markiert.

Die Liste der Klöster und Stifte im Fürstentum Lüneburg führt alle Klöster und Stifte auf dem Gebiet des ehemaligen Fürstentums Lüneburg auf.
Die ersten Klostergründungen erfolgten auf dem Gebiet des späteren Fürstentums Lüneburg im 9. Jahrhundert mit dem Kloster St. Michaelis in Lüneburg und Stiften in Bardowick und in Ramelsloh. In den folgenden Jahrhunderten kam es zu weiteren Gründungen, bis die Gründungsphase 1478 mit der Errichtung eines Franziskanerklosters in Winsen einen Abschluss fand. Zu dieser Zeit bestanden im Fürstentum Lüneburg insgesamt 15 Klosterkonvente: sieben Männerklöster, sechs Damenklöster und zwei Männerstifte.
Im Zuge der Reformation wurde ein Teil der Klosterkonvente aufgelöst und die Klostergüter von den Celler Herzögen eingezogen. Die Kanonikerstifte in Bardowick und in Ramelsloh blieben bestehen, ebenso die Klöster in Lüne, Ebstorf, Isenhagen, Wienhausen, Medingen und Walsrode in der Form evangelischer Damenstifte als Versorgungsanstalten für die Töchter des lüneburgischen Adels und des Lüneburger Patriziats.
Das Michaeliskloster bestand als evangelisches Männerkloster zunächst ebenfalls fort und wurde 1655 in die Lüneburger Ritterakademie umgewandelt. Während die Stifte in Bardowick und Ramelsloh 1850 aufgehoben wurden, bestehen die sechs Lüneburger Frauenklöster (populär auch als Heideklöster bezeichnet) als evangelische Damenstifte bis in die Gegenwart. Die Klöster sind eigenständige Körperschaften des öffentlichen Rechts, werden vom Allgemeinen hannoverschen Klosterfonds unterhalten und stehen unter der Aufsicht der Hannoverschen Klosterkammer.
Die Klöster besaßen zum Teil die Landstandschaft und bildeten die erste Kurie der Lüneburger Landschaft. Bis in das 15. Jahrhundert hatte die Geistlichkeit an der ständischen Politik allerdings nur einen geringen Anteil. Erst auf den Landtagen in der zweiten Hälfte des 15. Jahrhunderts trat die Prälatur als gleichberechtigter Landstand in Erscheinung. Die Pröpste von Medingen, Lüne und Ebstorf sowie die Äbte von St. Michaelis in Lüneburg, Oldenstadt und Scharnebeck nahmen seit dieser Zeit an den Landtagen teil. Durch die Auflösung eines Teils der Konvente im Zuge der Reformation nahm die Bedeutung des Prälatenstandes jedoch wieder deutlich ab. Bis 1541 kamen keine Vertreter der Geistlichkeit zu den Landtagen. Seitdem vertraten der Abt von St. Michaelis und Abgesandte der Stifte in Ramelsloh und in Bardowick den geistlichen Stand.
Zusätzlich zu den hier aufgeführten Anstalten existierten in Lüneburg und in Celle Beginenkonvente, die jedoch keine Klöster im eigentlichen Sinne darstellten.

## Klöster und Stifte im Fürstentum Lüneburg
Durch Anklicken des Symbols im Tabellenkopf sind die jeweiligen Spalten sortierbar. Der Unterpunkt Ordenszugehörigkeit bezieht sich auf die Zeit bis zur Reformation.
| Kloster (Lage)           | Bild | Belegung                                 | Orden                                                                                            | Gegründet      | Aufgelöst | Anmerkungen |
| ------------------------ | ---- | ---------------------------------------- | ------------------------------------------------------------------------------------------------ | -------------- | --------- | --- |
| Kloster Ebstorf ()       |      | Frauenkloster                            | Prämonstratenser Benediktiner (ab 1190)                                                          | 1150/1160      |           | Im Zuge der Reformation wurden die Propsteigüter eingezogen und der Konvent in ein evangelisches Damenstift umgewandelt. Dieses besteht bis in die Gegenwart. |
| Kloster Isenhagen ()     |      | Männerkloster Frauenkloster (ab 1262)    | Zisterzienser                                                                                    | 1243           |           | Im Zuge der Reformation wurden die Propsteigüter eingezogen und der Konvent in ein evangelisches Damenstift umgewandelt. Dieses besteht bis in die Gegenwart. |
| Kloster Medingen ()      |      | Frauenkloster                            | Zisterzienser                                                                                    | 1228           |           | Im Zuge der Reformation wurden die Propsteigüter eingezogen und der Konvent in ein evangelisches Damenstift umgewandelt. Dieses besteht bis in die Gegenwart. |
| Kloster Wienhausen ()    |      | Frauenkloster                            | Zisterzienser                                                                                    | 1231           |           | Im Zuge der Reformation wurden die Propsteigüter eingezogen und der Konvent in ein evangelisches Damenstift umgewandelt. Dieses besteht bis in die Gegenwart. |
| Kloster Lüne ()          |      | Frauenkloster                            | Benediktiner (ab 1272)                                                                           | 1172           |           | Im Zuge der Reformation wurden die Propsteigüter eingezogen und der Konvent in ein evangelisches Damenstift umgewandelt. Dieses besteht bis in die Gegenwart. |
| Kloster Walsrode ()      |      | Frauenkloster                            | Das Stift war keinem Orden zugehörig. (obwohl 1255 die Regel des Hl. Benedikt eingeführt wurde.) | vor 986        |           | Im Zuge der Reformation wurden die Propsteigüter eingezogen und der Konvent in ein evangelisches Damenstift umgewandelt. Dieses besteht bis in die Gegenwart. |
| Stift Ramelsloh ()       |      | Männerstift                              | Das Stift war keinem Orden zugehörig.                                                            | 9. Jahrhundert | 1850/1863 | Das Stift wurde im Zuge der Revolution von 1848 durch ein Landesgesetz von 1850 aufgehoben. Die Auflösung des Konvents erfolgte 1863. Die ehemalige Stiftskirche wird heute von der Kirchengemeinde Ramelsloh genutzt. |
| Stift Bardowick ()       |      | Männerstift                              | Das Stift war keinem Orden zugehörig.                                                            | 9. Jahrhundert | 1850      | Das Stift wurde im Zuge der Revolution von 1848 aufgehoben. Die ehemalige Stiftskirche wird heute von der Kirchengemeinde St. Peter und Paul genutzt. |
| Kloster St. Michaelis () |      | Männerkloster                            | Benediktiner                                                                                     | vor 956        | 1655      | Das Kloster wurde im Zuge der Reformation in ein evangelisches Männerkloster und 1655 in die Ritterakademie Lüneburg umgewandelt. Nach der Revolution von 1848 wurde es endgültig aufgehoben und die Klostergüter eingezogen. Die ehemalige Klosterkirche wird heute von der Kirchengemeinde St. Michaelis genutzt.                                                                                                   |
| Kloster Oldenstadt ()    |      | Frauenkloster Männerkloster (ab 1133/37) | Benediktiner                                                                                     | vor 972        | 1531      | Der Konvent wurde im Zuge der Reformation auf Druck Herzog Ernst des Bekenners aufgehoben und die Propsteigüter eingezogen. Die ehemalige Klosterkirche wird heute von der Kirchengemeinde Oldenstadt genutzt. |
| Kloster Scharnebeck ()   |      | Männerkloster                            | Zisterzienser                                                                                    | 1243           | 1531      | Der Konvent wurde im Zuge der Reformation auf Druck Herzog Ernst des Bekenners aufgehoben und die Propsteigüter eingezogen. Die ehemalige Klosterkirche wurde zum Großteil im 18. Jahrhundert abgebrochen und auf ihren Fundamente ein neues Kirchengebäude errichtet. Diese enthält zahlreiche Ausstattungsstücken der alten Klosterkirche und wird heute von der Kirchengemeinde St. Marien in Scharnebeck genutzt. |
| Kloster Heiligenthal ()  |      | Männerkloster                            | Prämonstratenser                                                                                 | 1313           | 1530      | Das Kloster wurde 1382 von Heiligenthal nach Lüneburg verlegt. Der Konvent wurde im Zuge der Reformation auf Druck Herzog Ernst des Bekenners aufgehoben und die Propsteigüter eingezogen. Die Klostergebäude wurden im 19. Jahrhundert abgebrochen. |
| Kloster Celle ()         |      | Männerkloster                            | Franziskaner                                                                                     | 1452           | 1528      | Der Konvent wurde im Zuge der Reformation auf Druck Herzog Ernst des Bekenners aufgehoben. Die Klostergebäude wurden im 16. Jahrhundert abgebrochen. |
| Kloster Lüneburg ()      |      | Männerkloster                            | Franziskaner                                                                                     | 1235           | 1530      | Nach Durchsetzung der Reformation in der Stadt Lüneburg 1530 wurde der Konvent auf Druck der Lüneburger Bürgerschaft aufgehoben. In den ehemaligen Klostergebäuden befindet sich heute die Ratsbücherei Lüneburg. |
| Kloster Winsen ()        |      | Männerkloster                            | Franziskaner                                                                                     | 1478           | 1528      | Der Konvent wurde im Zuge der Reformation auf Druck Herzog Ernst des Bekenners aufgehoben. |